# Microheliella
Microheliella es un género de protistas heliozoos constituido por organismos marinos de muy pequeño tamaño que se alimentan de bacterias. Son unicelulares y esféricos, usualmente con diámetros en torno a 4  μm. Presentan un gran centrosoma en el centro de la célula y están rodeados de axopodios, seudópodos largos y radiales soportados por microtúbulos, que les sirven para capturar el alimento. Los axonemas de los axopodios están organizados en una tríada, lo que los distingue de otros grupos de heliozoos. A pesar de ser un grupo de organismos heterótrofos y fagotrofos sus parientes más cercanos parecen ser las algas criptofitas. Por su parte, un grupo de similar morfología, Centrohelida, parece estar más relacionado con las algas haptofitas. Cavalier-Smith incluye a Microheliella en Cryptista.